# Felipe Campuzano
Felipe Campuzano López (Cádiz, 27 de noviembre de 1945-Marbella, 4 de marzo de 2025) fue un pianista y compositor español.

## Biografía
Comenzó sus estudios de solfeo y piano en el Conservatorio de Música de Cádiz, estudios que posteriormente terminaría en Madrid. En su juventud fue galardonado con diversos premios interpretativos, como el Premio Internacional de Arte Sagitario de Oro o el primer premio en el Certamen de piano Manuel de Falla celebrado en su ciudad natal.

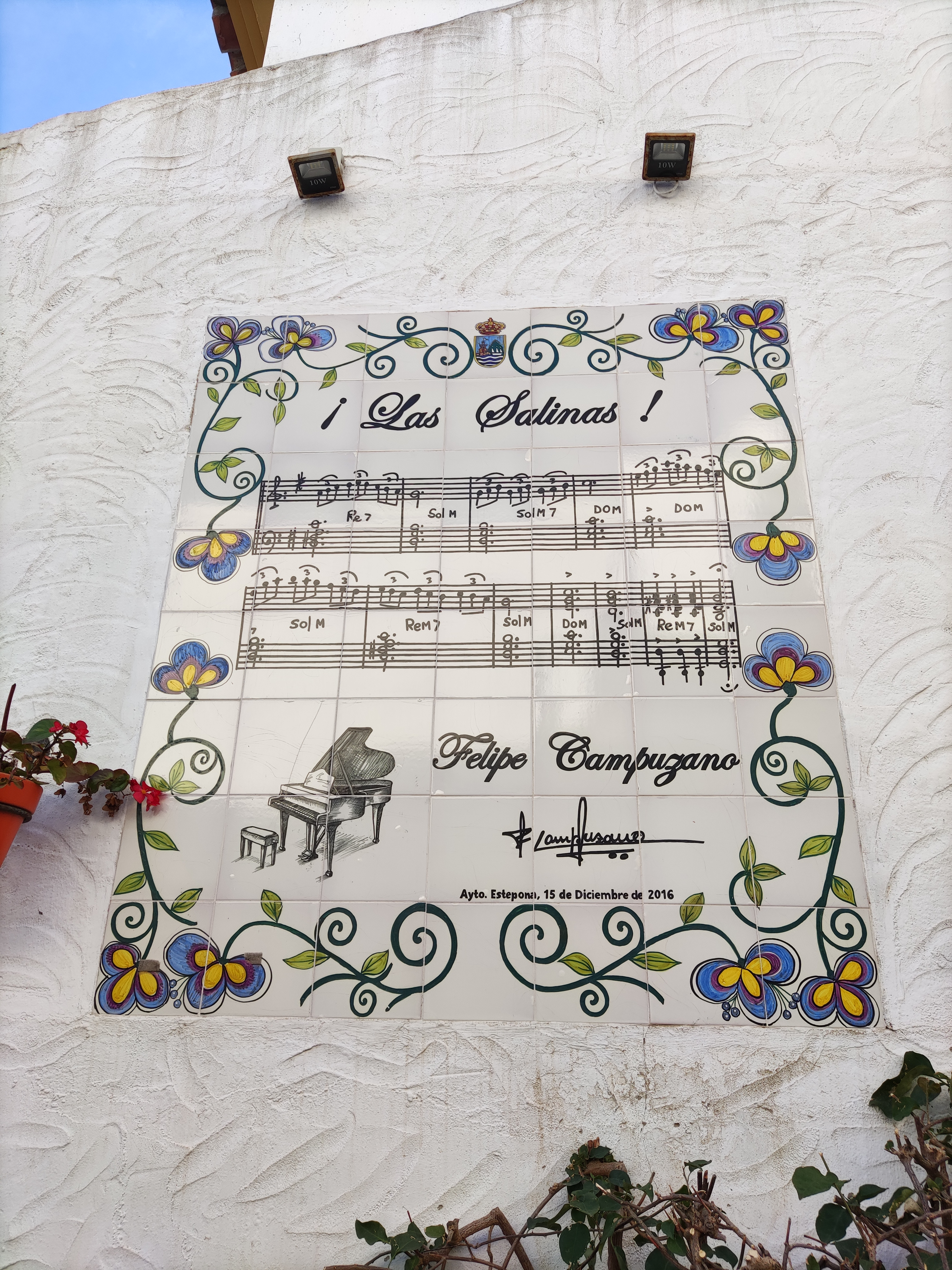
Pasaje Felipe Campuzano en Estepona. Partitura de Las Salinas

En el ámbito de la música popular Felipe Campuzano ha compuesto canciones para diversos artistas. Algunos de sus temas más conocidos son "Amigo conductor" (1968) y "A mi novio no le gusta (la minifalda)" (1971) de Perlita de Huelva (después un gran éxito de Manolo Escobar). Fue arreglista y pianista en varios discos de Amina. Se recuerdan especialmente sus exitosas canciones "Achilipú" y "Te estoy amando locamente" (1974) interpretadas por Las Grecas con las que asentará las bases del rock andaluz y el pop andaluz.
En cuanto a su importancia como figura del piano flamenco,  pertenece a la generación posterior a Arturo Pavón y pertenece a la generación de Pepe Romero (José Romero Jiménez), Pedro Ojesto Barajas y José Miguel Évora, introduciendo Campuzano el piano flamenco dentro del concepto de recital. En los años ochenta alcanza gran popularidad y difusión gracias a sus discos de piano flamenco pertenecientes a la serie inacabada Andalucía Espiritual con el guitarrista Rafael Morales, destacando las composiciones "Las Salinas" (alegrías) (1978) y "Sevillanas del Alma" (1979).
En 2005 participó junto a Manolo Sanlúcar en In Memoriam de la Fabulosa La Paquera de Jerez 20 de sus Mejores Cantes con una selección de los últimos cantes de La Paquera de Jerez. Residió en Marbella y estuvo trabajando en la elaboración de una antología de su obra para conmemorar los cincuenta años que cumplió como compositor y pianista.